# Perušić Donji
Perušić Donji je naselje u sastavu Grada Benkovca, u Zadarskoj županiji.

## Stanovništvo
Prema popisu iz 2011. naselje je imalo 123 stanovnika.

| broj stanovnika | 123   | 101   |
|                 | 2011. | 2021. |